# Mario Bustos
Mario Bustos (Almagro, Buenos Aires, Argentina; 21 de marzo de 1924 -  2 de enero de 1980) fue un cantor de tangos argentino que actuó en orquestas de primera línea como las dirigidas por Juan D’Arienzo y Domingo Federico para luego continuar su carrera como solista.

## Carrera
Hijo de Casimiro y Mercedes Graciotti de Álvarez , un español y una italiana, fue el mayor de cinco hermanos. Su padre instaló una pequeña peluquería, en cuya trastienda había un piano. El lugar se fue convirtiendo en centro de reunión de numerosos músicos, donde hasta su progenitor despuntaba el vicio de la guitarra. Así fue naciendo la afición de Bustos por el canto. Cursó el secundario en el industrial Otto Krause, en el cual tuvo como compinche al actor cómico Tato Bores.
Fue su tío actor quien le dio el impulso inicial a su carrera: le presentó al guitarrista José Canet, que lo conectó con el maestro Domingo Federico. El bandoneonista  decidió incorporarlo a su orquesta para reemplazar a Oscar Larroca. Federico lo bautizó “Mario Bustos”, ya que hasta entonces el cantor actuaba con el nombre de Mario Escudero. Debutó en 1948 en Radio Splendid y al año siguiente efectuó su primera grabación, el jocoso tema Justo el 31. Posteriormente, Eduardo del Piano lo convocó para formar parte de su agrupación junto a Héctor de Rosas.
Luego, abandonó el canto por un tiempo debido a problemas en sus cuerdas vocales e ingresó al Diario La Prensa como corrector. Después de varias operaciones volvió al escenario. Casi sin ensayar, se presentó en El Palacio del Baile, dirigido por Osvaldo Piro, con una gran repercusión.
Del Piano lo contactó con su amigo, Juan D’Arienzo, quien apenas lo escuchó cantar un fragmento de Justo el 31, en los estudios de Radio El Mundo, lo contrató. Así, el cantor se incorporó a dicha orquesta en 1957 junto a Jorge Valdez, reemplazando a los consagrados Alberto Echagüe y Armando Laborde. Su debut se produjo en el cabaret Marabú. Este fue el período más trascendente de su carrera, en el cual interpretó una serie de tangos memorables.
Como compositor escribió la letra de cinco tangos: Pienso, Meta garufa, Chau, pebeta! y Andate con tu mamá y No me vengas con cuentos.
A partir de 1960, cuando comenzó su etapa solista, cantó acompañado por los directores Jorge Dragone, Osvaldo Requena, Armando Lacava y Osvaldo Ferri. En 1966 realizó una gira por Japón con Florindo Sassone junto a Leopoldo Federico. Ese mismo año, con el conjunto denominado "La Embajada del Tango", que integraba junto a rutilantes figuras como Floreal Ruiz, Alberto Morán, Carlos Dante, Ricardo Ruiz y Valdez emprendió una gira por varios países de América y grabó un LP bajo el sello Alanicky, que incluyó catorce temas.
Interpretó temas como No, no me la nombres, Llamarada pasional, No tenemos perdón, Margot, La milonga y yo (milonga), Tiburón, El tango no tiene contra, Y no puedo comprender, Estas cosas de la vida, Pedí una copa más, Estar junto a mí y Judas. También grabó Todo el mundo a divertirse, con letra de Francisco García Jiménez, y Padre Mio de Graciano Gómez y Roberto Carde.

## Fallecimiento
A fines de 1979 planeaba reunirse nuevamente con Valdez, lo que no pudo concretarse. La noche del 26 de diciembre sufrió un infarto de miocardio y falleció unos días después, el 2 de enero de 1980, en el Hospital Italiano, a los 55 años.

## Filmografía
- 1950: Mary tuvo la culpa, dirigida por Carlos Torres Ríos. Junto a Susana Canales, Leo Marini, Marcos Zucker y Alfredo Barbieri.[8]

## Discografía
BUENO, DERECHO Y VARÓN (Con la orquesta de D'Arienzo):
- No te quiero más
- Mandria
- Andate con tu mamá
- Justo el 31
- Señora princesa (vals)
- Papá
- Si soy así
- Ríe payaso
- Bueno, derecho y varón
- El Tigre Millán
- Muñeca brava
- Susanita
- Un vals para mamá[9]

MEJOR QUE NUNCA...MARIO BUSTOS:LA VOZ Y FIGURA DEL TANGO:
Faz 1:
- 1. Todo el mundo a divertirse (tango)
- 2. Chau pebeta (tango)
- 3. Siete mujeres (milonga)
- 4. Por tu culpa te perdí (tango)
- 5. Padre mía (tango)
- 6. Y...soy como soy (milonga)

Faz 2:
- 1. Pero que suerte (tango)
- 2. Es por ella (tango)
- 3. Te quiero siempre igual (vals)
- 4. Lagrimitas para qué? (Tango)
- 5. Me han prohibido quererte (Tango)
- 6. Sangre morena (milonga)

LA MILONGA Y YO:
- 1. El progreso (tango)
- 2. Otra noche (tango)
- 3. Adiós Pampa mía (tango)
- 4. Del 40 (tango)
- 5. El figurete (milonga)
- 6. Fangal (tango)
- 7. Muñeca brava (tango)
- 8. A mí no me hablen de tango (tango)
- 9. Baldosa floja (milonga)
- 10. Che papusa, oi (tango)
- 11. La milonga y yo (milonga)
- 12. Ivette (tango)

Amigos, Soy Mario Bustos (con la Orquesta de Armando Lacava) (Discos TK)
01 - No Te Quiero Más (Juan Bauer)
02 - Mandria (J.M. Velich - F. Brancatti - J. Rodriguez)
03 - Un Vals Para Mamá (Enrique Alessio - Reinaldo Yiso)
04 - Puro Cuento (F. Ruiz París - Alberto Alonso)
05 - Y... Soy Como Soy (Leopoldo Díaz Velez - Armando Lacava - Mario Bustos)
06 - Chau Pebeta (Riel - M.N. Álvarez)
07 - Justo el 31 (Enrique Santos Discépolo - Ray Rada)
08 - De Rebote Nada Más (Andrés Chinarro - Fernando Tell)
09 - Tiburón (D'Abracchio - Julio Pollero - E. Dizeo)
10 - Regresa a Mí (Carmen G. Lombardo - Danny di Minno - Versión Castellana: Mario Molina Montes)
11 - No Me Vengas Con Cuentos (Carlos Lazzari - Mario Bustos)
12 - Para Que Lo Oigan (Miguel Buccino)